# Svetlana Proednikova

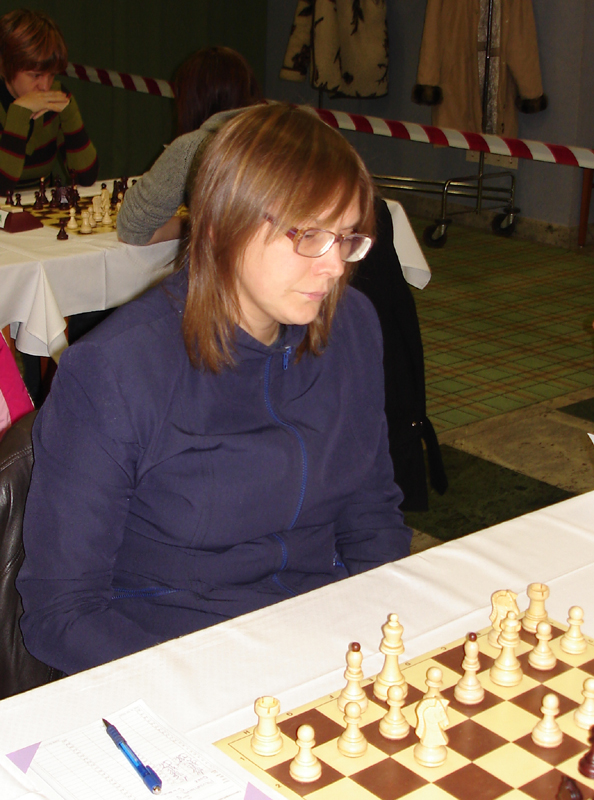
Svetlana Proednikova in 2006

Svetlana Aleksandrovna Proednikova (Russisch: Светлана Александровна Прудникова) (Balakovo, 18 maart 1967) is Russisch-Servische schaakster. Sinds 1992 is ze een grootmeester bij de vrouwen (WGM).
In 1992 en 1998 won ze het Russisch schaakkampioenschap voor vrouwen. In 2000 en 2002 won ze het schaakkampioenschap voor vrouwen van Servië-Montenegro.

## Nationale teams
Proednikova nam met het Russische nationale vrouwenteam deel aan de Schaakolympiades van 1992 en 1996, waarbij het team in 1996 derde werd. Voor Servië-Montenegro nam ze deel aan de Schaakolympiades in 2000, 2002 en 2004, waarbij het team in 2000 de vijfde plaats behaalde. Twee keer won ze een individuele gouden medaille, in beide gevallen voor haar score aan het tweede bord: in 1992 en in 2002.

## Persoonlijk
Haar dochter Tamara Čurović speelt tennis en was lid van het Servische team dat deelnam aan de Fed Cup (vanaf 2020 bekend als Billie Jean King Cup).

## Externe koppelingen
- (en)   Informatie over schaakpartijen van Svetlana Proednikova op ChessGames.com
- (en)   Informatie over schaakpartijen van Svetlana Proednikova op 365chess.com
- (en)  FIDE-ratinggegevens voor Svetlana Proednikova